# Полный root
«Полный root» — фантастический роман Александра Чубарьяна, выпущенный издательством Росмэн в 2006 году и переизданный под названием «Хакеры» в 2008 году. Входит в трилогию «Хакеры» вместе с романами «Хакеры. Точка невозврата» (2008) и «Хакеры. Миллион для идиотов» (2009). Первой аудиторией романа были участники игры «Бойцовский клуб», одним из которых на тот момент являлся Александр Чубарьян.

## Сюжет
Действие проходит в недалёком будущем. Команда молодых хакеров обнаруживает в Интернете открытый контракт на крупную сумму и решает взяться. Цель заключается в том, чтобы предоставить клиенту полный доступ на сервер засекреченной организации.
Но перед атакой они встречают старика, который присоединяется к ним и утверждает, что скачать то, что будет на сервере, гораздо ценнее. Они вместе принимаются за дело.

## Издания

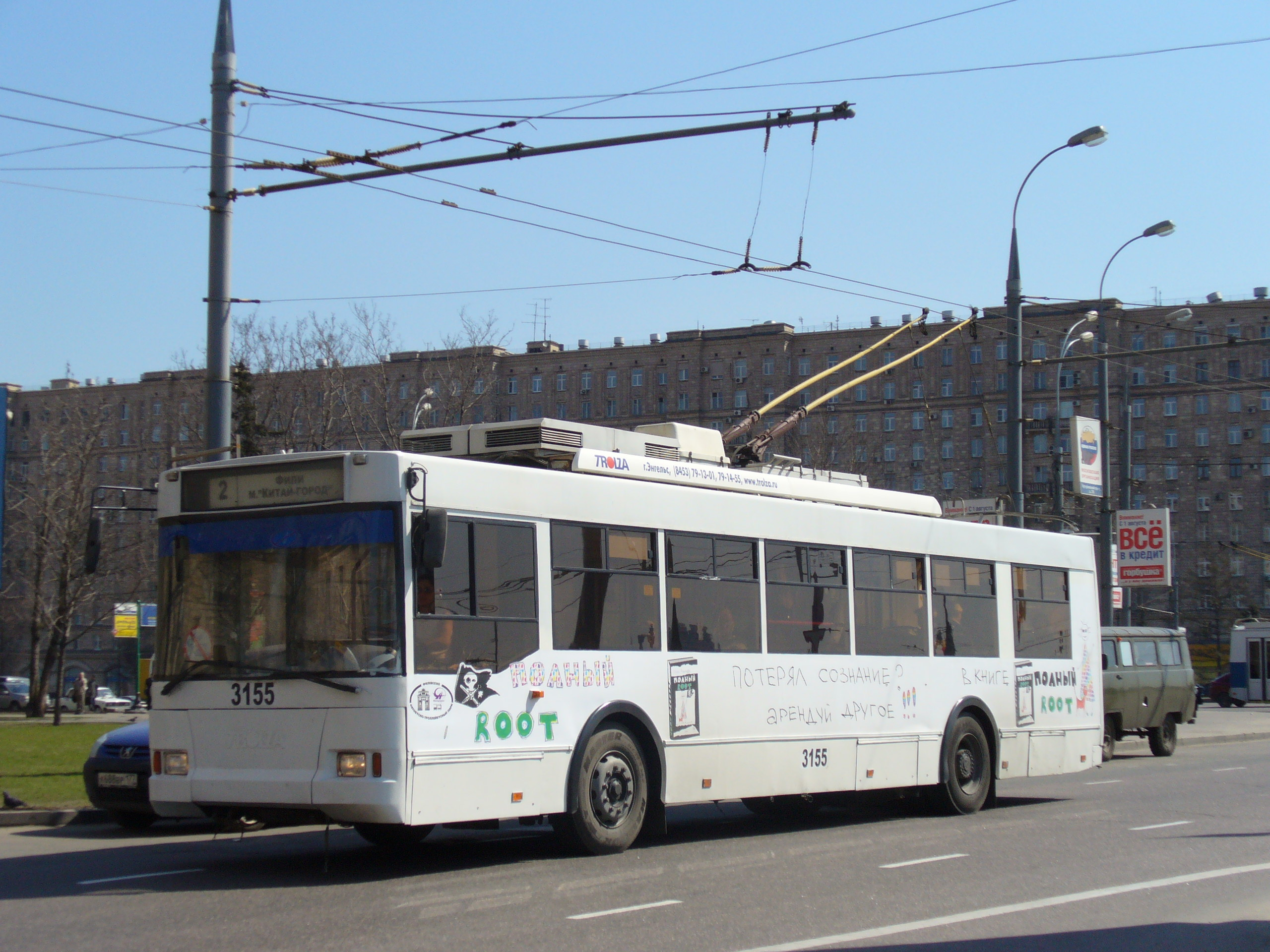
Московский троллейбус с рекламой книги Полный root (2006)

- Московский троллейбус с рекламой книги Полный root (2006)В 2006 году книга была издана под названием «Полный root» в твёрдом переплёте тиражом 50 000 экземпляров. Имя автора указано на обложке как Саша Чубарьян. Именно это издание получило самую широкую известность благодаря активной рекламной кампании.
- В 2008 вышло переиздание под названием «Хакеры» тиражом 5 000 экземпляров, с указанием на обложке псевдонима автора — Sanych. Книга вышла в мягкой обложке и с новым оформлением.
- В 2018 стартовал выход аудиокниги в озвучке Андрея Градобоева, который известен слушателям по озвучке трилогии "Хакеры", первые две части которой были написаны А. Чубарьяном,  в рамках проекта "Этногенез"[2].

## Трилогия
Книга входит в трилогию «Хакеры» вместе с двумя другими книгами.
- В 2008 году вышла книга «Хакеры. Точка невозврата», являющаяся прямым продолжением первой книги. Главные действующие лица в романе — некоторые из основных персонажей первой части, к которым добавилось несколько новых.
- В 2009 году вышла книга «Хакеры. Миллион для идиотов», хронологически являющаяся приквелом двух других книг. События в книге являются отдельной историей со своими главными героями, в других романах не упоминающимися (кроме Саши, который и станет стариком Санычем), однако происходящее в книге напрямую связано с корпорацией «Волхолланд», которая задействована во всей трилогии в качестве одной из основных сил. В книге есть отсылки к дальнейшим событиям трилогии, а также есть небольшое камео Вампира — главного героя книги Александра Чубарьяна «Игры в жизнь», не входящей в трилогию.